# Quintana del Castillo
Quintana del Castillo település Spanyolországban, León tartományban. Lakosainak száma 717 fő (2024).

## Földrajza
Quintana del Castillo Villagatón, Valdesamario, Las Omañas, Llamas de la Ribera, Carrizo de la Ribera, Turcia, Benavides, Villamejil és Magaz de Cepeda községekkel határos.

## Népesség
A település lakosságának változását az alábbi diagram mutatja:
| Lakosok száma | 1127 | 1043 | 953  | 925  | 869  | 768  | 773  | 735  | 709  | 717  |
|               | 2001 | 2004 | 2007 | 2009 | 2012 | 2014 | 2017 | 2019 | 2022 | 2024 |